# 武藤長蔵
武藤 長蔵（むとう ちょうぞう、1881年6月9日 - 1942年6月27日）は、日本の経済学者・歴史家（経済史・経済学史専攻）。長崎高等商業学校（長崎大学経済学部の旧制前身校）の教授を長く務めた。従三位・勲三等。

## 経歴
1881年、愛知県海部郡津島町（現・津島市）に武藤長八の二男として生まれた。東京高商専攻部（のちの旧制東京商科大学、一橋大学の前身）貿易科に進学して、1905年7月に卒業。
卒業後は東亜同文書院講師に就いた。1907年より長崎高等商業学校教授。1909年から 1912年まで、商学研究のためにアメリカ・イギリス・ドイツに3年間留学。この間、小泉信三などと交流をもった。1936年、長崎高等商業学校を退官し、名誉教授となった。ただし、退官以後も講師として教鞭を執り続けた。1939年1月、学位論文『日英交通史之研究』を慶應義塾大学に提出して経済学博士号を取得。1942年6月、長崎市東山手で死去した。墓所は名古屋市東部の覚王山にある。

## 受賞・栄典
- 従三位・勲三等に叙された[2]。

## 研究内容、業績
- 専門は商学。長崎高等商業学校では、経済学史・鉄道論・銀行論・植民政策・交通論などの講義を担当した。
- 経済史の分野にも関心を持ち、勤務地としてゆかりのあった長崎を中心とした対外交渉史の研究を進めた。古賀十二郎・永山時英と共に「長崎学三羽烏」として知られた。
- 日蘭・日英貿易、幕末長崎関係史料および経済関係古典を中心に長年蒐集した書籍・資料は「武藤文庫」として長崎高商に寄贈された。現在も長崎大学附属図書館経済学部分館に所蔵されている。これら資料は、長崎学のための資料となっている。
- 1950年には同学部キャンパス内に銅像が建立された。長崎高等商業学校では、名物教授として親しまれたという。

## 主要著書
- 『日英交通史之研究』 内外出版、1937年　（全文：国立国会図書館デジタルコレクション）
- 『對外交通史論』 東洋経済新報社、1943年
- 『海外文化と長崎』（山田憲太郎・編） 千倉書房、1977年
  - 「武藤長蔵教授略歴」「著作目録」を付す。

## 家族・親族
- 父：武藤長八
- 兄：長平は、七高・一高・広島高師などで教授をつとめた。